# Гумберк
Гумберк (словен. Gumberk) — поселення в общині Ново Место, регіон Південно-Східна Словенія, Словенія. Висота над рівнем моря: 204,7 м.